# Shabab AlAhli Dubai FC
Pour les articles homonymes, voir Al Ahli.
Maillots
Actualités
Dernière mise à jour : 14 décembre 2024.
Le Shabab AlAhli Dubaï Club (en arabe : نادي شباب الأهلي دبي), plus couramment abrégé en Shabab AlAhli, est un club de football émirati fondé en 1958 et basé à Dubaï.
Il dispute ses matchs au Stade Al-Rashid d'une capacité de 12 000 places. Fondé en 1958, fruit de la fusion de Al Wehdah, Al Shabab et Al Najah, le club est l'un des plus titrés du pays puisqu'il compte sept titres de Championnat des Émirats arabes unis et dix Coupe des Émirats arabes unis (dit Coupe du Président). Son dernier titre de Championnat lui a permis de se qualifier en tant que représentant du pays-hôte pour la Coupe du monde des clubs 2009 qui a eu lieu aux Émirats arabes unis.
En 2017, les clubs de l'Al Shabab Dubaï et du Dubaï Club fusionnent avec l'Al-Ahli Dubaï pour former le Shabab AlAhli Dubaï Club.
Shabab AlAhli Dubaï Club est un club omnisports composé de plusieurs sections : basketball, handball, volley-ball, tennis de table ou cyclisme sur piste. L'article ne traite que de la section football.

## Histoire

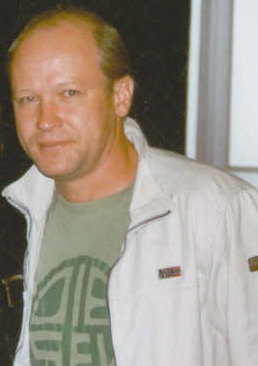
L'entraîneur tchèque Ivan Hasek qui a permis au club de se qualifier pour la Coupe du monde des clubs 2009.

Le club d'Al-Ahli est fondé en 1958 avec la fusion de trois de clubs : Al Wehdah, Al Shabab et Al Najah. Très vite le club parvient à obtenir de bons résultats puisqu'il remporte à deux reprises le Championnat des Émirats arabes en 1975 et 1976 puis en 1980, ainsi que deux Coupe des Émirats arabes unis en 1975 et 1977. Ces succès permettent au club de devenir l'un des populaires du pays.
Malgré une Coupe nationale remportée en 1988, le club connaît un passage à vide entre les années 1980 et 1990 allant même à connaître la seconde division durant cette période.
Le renouveau du club intervient à la fin des années 1990 avec une nouvelle Coupe remportée en 1996, puis revient au premier plan dans les années 2000 avec deux titres de Championnat en 2006 et 2009, et trois Coupes nationales en 2002, 2004 et 2008. Le succès du club en Championnat en 2009 permet au club de se qualifier pour la prochaine Coupe du monde des clubs 2009 que les Émirats arabes unis accueillent en tant que représentant du pays-hôte.
Le 4 juillet 2010, David O'Leary est officialisé au poste d'entraîneur.

### Sacre en 2009
En décembre 2007, le club des Émirats fait appel à l'entraîneur tchèque Ivan Hasek qui six mois plus tôt a été limogé par l'AS Saint-Étienne. Il ne s'agit pas de sa première expérience dans les Émirats puisqu'il avait déjà entraîné Al Wasl Dubaï en 2005 pendant un an. Sa première année à Al Ahli est couronnée de succès puisque le club remporte la Coupe du Président 2008 ainsi que la Supercoupe des Émirats. Lors de la saison 2008-09, il emmène le club vers son cinquième titre de Championnat, à la lutte avec Al Jazira Abu Dhabi jusqu'à la dernière journée du Championnat. Ce succès permet à Al-Ahli de devenir le premier club des Émirats arabes unis à se qualifier pour la Coupe du monde des clubs, il se qualifie par la même occasion pour la Ligue des champions de l'AFC. Pour parvenir à cela, l'équipe a pu s'appuyer entre autres sur le talent de l'attaquant brésilien Baré et de l'international égyptien Hosni Abd Rabo.

### Fusion en 2017
En mai 2017, sous l'ordre de l'émir de Dubaï, Mohammed ben Rachid Al Maktoum, les clubs dubaïotes de l'Al Shabab Dubaï et du Dubaï Club fusionnent avec l'Al-Ahli Dubaï pour former le Shabab Al Ahli Dubaï Club. Hamdane ben Mohammed Al Maktoum est nommé président de cette nouvelle entité.

## Palmarès
| Compétitions nationales | Compétitions internationales                         |
| - Championnat des Émirats (9) : - Champion : 1974-75, 1975-76, 1979-80, 2005-06, 2008-09, 2013-14,2015-16, 2022-23, 2024-25. - Vice-champion : 2000-01, 2003-04, 2023-24. - Coupe des Émirats (11) : - Vainqueur : 1975, 1977, 1988, 1996, 2002, 2004, 2008, 2013, 2019, 2021 et 2025. - Supercoupe des Émirats (7) : - Vainqueur : 2008, 2013, 2014, 2016, 2020, 2023 et 2024. - Finaliste : 2009, 2019 et 2021. - Coupe de la UAEFA : - Finaliste : 2005 et 2007. | - Ligue des champions de l'AFC : - Finaliste : 2015. |

## Identité du club

### Logos

Ancien logo du club
Logo actuel du club

## Joueurs et personnalités du club

### Effectif actuel (2023-2024)
| N° | Nat.                            | Poste | Nom du joueur                        |
| -- | ------------------------------- | ----- | ------------------------------------ |
| 1  | Drapeau des Émirats arabes unis | G     | Jamal Al-Hosani                      |
| -  | Drapeau du Maroc                | G     | Hamza Jlid                           |
| 2  | Drapeau des Émirats arabes unis | D     | Salmeen Khamis                       |
| 4  | Drapeau des Émirats arabes unis | D     | Mohammed Marzooq                     |
| 5  | Drapeau des Émirats arabes unis | D     | Walid Abbas                          |
| 6  | Drapeau de l'Ouzbékistan        | M     | Aziz Ganiev                          |
| 7  | Drapeau de l'Iran               | M     | Ahmad Nourollahi                     |
| 8  | Drapeau des Émirats arabes unis | D     | Hamdan Al-Kamali                     |
| 9  | Drapeau des Émirats arabes unis | D     | Abdulaziz Haikal                     |
| 10 | Drapeau de l'Argentine          | M     | Federico Cartabia                    |
| 11 | Drapeau des Émirats arabes unis | M     | Harib Abdalla U21                    |
| 12 | Drapeau des Émirats arabes unis | G     | Hassan Hamza                         |
| 13 | Drapeau du Brésil               | D     | Renan                                |
| 15 | Drapeau des Émirats arabes unis | M     | Abdullah Al-Naqbi                    |
| 16 | Drapeau des Émirats arabes unis | M     | Marwan Fahad                         |
| 17 | Drapeau de la Syrie             | A     | Omar Khribin (prêté par le Al Wahda) |
| 18 | Drapeau des Émirats arabes unis | M     | Abdulaziz Mohammed U21               |
| 19 | Drapeau du Yémen                | M     | Khaled Al-Asbahi U21                 |
| 20 | Drapeau des Émirats arabes unis | D     | Yousif Jaber                         |
| 21 | Drapeau des Émirats arabes unis | M     | Saoud Abdulrazaq                     |
| 22 | Drapeau des Émirats arabes unis | G     | Sulaiman Al-Hosani U21               |
| 23 | Drapeau des Émirats arabes unis | D     | Sultan Fayez                         |
| 24 | Drapeau des Émirats arabes unis | M     | Sultan Ali U21                       |
| 26 | Drapeau des Émirats arabes unis | M     | Eid Khamis                           |

| No. | Nat.                            | Position | Nom du joueur        |
| --- | ------------------------------- | -------- | -------------------- |
| 27  | Drapeau des Émirats arabes unis | M        | Khalid Mubarak       |
| 29  | Drapeau des Émirats arabes unis | D        | Omar Ahmed Salem     |
| 30  | Drapeau des Émirats arabes unis | M        | Mohammed Jumaa       |
| 35  | Drapeau des Émirats arabes unis | M        | Hamdan Humaid U21    |
| 37  | Drapeau des Émirats arabes unis | D        | Ahmed Abdulla        |
| 39  | Drapeau du Brésil               | M        | Gustavo U21          |
| 44  | Drapeau des Émirats arabes unis | D        | Abdulrahman Adel U21 |
| 45  | Drapeau des Émirats arabes unis | D        | Muhammad Atiq U21    |
| 55  | Drapeau des Émirats arabes unis | G        | Majed Naser          |
| 57  | Drapeau du Brésil               | M        | Yuri César           |
| 61  | Drapeau des Émirats arabes unis | D        | Bader Nassr U21      |
| 64  | Drapeau de la Belgique          | D        | Jason Denayer        |
| 67  | Drapeau du Ghana                | M        | Mahamud Karimu U21   |
| 68  | Drapeau des Émirats arabes unis | M        | Amer Khalifa U21     |
| 70  | Drapeau des Émirats arabes unis | A        | Yahya Al Ghassani    |
| 77  | Drapeau du Brésil               | A        | Guilherme Bala       |
| 88  | Drapeau de la Serbie            | D        | Bogdan Planić        |
| 92  | Drapeau des Émirats arabes unis | M        | Caio Eduardo U21     |
| 96  | Drapeau des Émirats arabes unis | G        | Rayed Reda           |
| 98  | Drapeau du Mali                 | A        | Cheickna Doumbia U21 |
| 99  | Drapeau du Brésil               | A        | Igor Jesus           |
|     | Drapeau des Émirats arabes unis | D        | Ismael Khaled        |
|     | Drapeau des Émirats arabes unis | A        | Abdalla Abdulrahman  |

#### Joueurs prêtés
| N° | Nat.                            | Poste | Nom du joueur                               |
| -- | ------------------------------- | ----- | ------------------------------------------- |
| 25 | Drapeau des Comores             | M     | Ahmed Jshak (prêté à l'Ittihad Kalba)       |
| 60 | Drapeau des Émirats arabes unis | D     | Hamdan Nasser (on loan to Al Bataeh)        |
| 50 | Drapeau des Émirats arabes unis | D     | Saeed Suleiman (on loan to Ajman)           |
| 90 | Drapeau du Brésil               | D     | Kayque Campos (on loan to Al Bataeh)        |
|    | Drapeau des Émirats arabes unis | D     | Sebil Saleh (on loan to Dibba Al Fujairah)  |
|    | Drapeau du Brésil               | M     | Leandro Spadacio (on loan to Ittihad Kalba) |
|    | Drapeau de l'Iran               | A     | Mehdi Ghayedi (on loan to Esteghlal)        |
|    | Drapeau du Mali                 | A     | Moussa Koné (on loan to Al-Arabi)           |

### Entraîneurs
Le tableau suivant présente la liste des entraîneurs du club depuis 1983.
| Rang | Nom                 | Période              |
| ---- | ------------------- | -------------------- |
| 1    | Nándor Hidegkuti    | 1983-1985            |
| 2    | Mansour Pourheidari | 1985-1993            |
| 3    | Egon Coordes        | juil. 1993-juin 1994 |
| 4    | Celso Roth          | 1994                 |
| 5    | Mohamed Abul Ezz    | 1995-1997            |
| 6    | Ljupko Petrović     | juil. 1998-juin 2000 |
| 7    | ?                   | 2000-2001            |

| Rang | Nom              | Période              |
| ---- | ---------------- | -------------------- |
| 8    | Srećko Juričić   | 2002-2003            |
| 9    | Ilie Balaci      | juin 2003-janv. 2005 |
| 10   | Winfried Schäfer | mars 2005-févr. 2007 |
| 11   | Alain Michel     | juil. 2006-juin 2007 |
| 12   | Youssef Zouaoui  | 2007                 |
| 13   | Ivan Hašek       | juil. 2007-juin 2009 |
| 14   | Ioan Andone      | juin 2009-nov. 2009  |

| Rang | Nom              | Période              |
| ---- | ---------------- | -------------------- |
| 15   | Noureddine Abidi | 2009-2010            |
| 16   | Henk ten Cate    | févr. 2010-mars 2010 |
| 17   | David O'Leary    | juil. 2010-avr. 2011 |
| 18   | Ivan Hašek       | juin 2011-nov. 2011  |
| 19   | Quique Flores    | nov. 2011-juin 2013  |
| 20   | Cosmin Olăroiu   | juil. 2013           |

### Joueurs emblématiques
- Ahmed Khalil
- Ali Karimi
- Hassan Rowshan
- Luis Jimenez
- Ricardo Quaresma
- Fabio Cannavaro
- Karim El Ahmadi
- Oussama Assaidi
- Grafite
- Éverton Ribeiro
- Lima